# Verkehrsgesellschaft Oberspreewald-Lausitz
Die Verkehrsgesellschaft Oberspreewald-Lausitz mbH ist der kreiseigene Verkehrsbetrieb des Landkreis Oberspreewald-Lausitz in Brandenburg.

## Geschichte
Der Betrieb der 26 Regionalbuslinien im Landkreis und der Stadtverkehre Senftenberg und Lübbenau wurde einst durch die Südbrandenburger Nahverkehrs GmbH als Auftragsunternehmen realisiert. Zum 1. August 2017 übernahm das Unternehmen OSL Bus GmbH aus der damaligen Rhenus-Veniro-Gruppe die Linien der SBN. Seit 1. August 2017 führt auch dessen Schwesterunternehmen Kraftverkehrsgesellschaft Dreiländereck (KVG) Regionalbusverkehre unter Regie der Verkehrsgesellschaft OSL (VG OSL) durch.

## Linienübersicht
| Linie  | Endpunkte                                                                    | Verlauf                                                                      |          |
| ------ | ---------------------------------------------------------------------------- | ---------------------------------------------------------------------------- | -------- |
| 601    | Lübbenau ↔ Lübben                                                            | Zerkwitz – Ragow                                                             |          |
| 602    | Lübbenau ↔ Lübbenau                                                          | Groß Beuchow – Ragow – Zerkwitz                                              |          |
| 603    | Lübbenau ↔ Lichtenau                                                         | Kittlitz                                                                     |          |
| 604    | Lübbenau ↔ Lübbenau                                                          | Calau – Vetschau                                                             |          |
| 605    | Vetschau ↔ Zinnitz                                                           | Koßwig – Calau                                                               |          |
| 606    | Lübbenau ↔ Calau                                                             | Groß Lübbenau – Boblitz – Bischdorf                                          |          |
| 607    | Lübbenau ↔ Cottbus                                                           | Vetschau – Kolkwitz                                                          |          |
| 608    | Vetschau ↔ Naundorf                                                          | Suschow – Fleißdorf                                                          |          |
| 609    | Vetschau ↔ Calau                                                             | Missen – Tornitz                                                             |          |
| 610    | Calau ↔ Altdöbern                                                            | Buchwäldchen – Ranzow                                                        |          |
| 611    | Calau ↔ Altdöbern                                                            | Bronkow – Missen                                                             |          |
| 612    | Calau ↔ Lug                                                                  | Groß Mehßow – Gollmitz – Bronkow                                             |          |
| 613    | Senftenberg ↔ Altdöbern                                                      | Sedlitz – Großräschen – Woschkow                                             |          |
| 614    | Großräschen ↔ Dörrwalde                                                      |                                                                              |          |
| 615    | Großräschen ↔ Bahnsdorf                                                      | Altdöbern – Neupetershain                                                    |          |
| 616    | Großräschen ↔ Ruhland                                                        | Meuro – Klettwitz – Schwarzheide                                             |          |
| 617    | Senftenberg ↔ Lauchhammer                                                    | Hörlitz – Schipkau – Schwarzheide                                            |          |
| 618    | Senftenberg ↔ Finsterwalde                                                   | Hörlitz – Schipkau – Klettwitz – Sallgast                                    |          |
| 619    | Senftenberg ↔ Hoyerswerda                                                    | Buchwalde – Großkoschen – Lauta                                              |          |
| 620    | Senftenberg ↔ Hohenbocka                                                     | Buchwalde – Großkoschen – Hosena                                             |          |
| 621    | Senftenberg ↔ Biehlen                                                        | Peickwitz – Hosena – Guteborn                                                |          |
| 622    | Senftenberg ↔ Lauchhammer                                                    | Brieske – Ruhland – Schwarzheide                                             |          |
| 623    | Schwarzheide ↔ Peickwitz                                                     | Ruhland – Guteborn – Hosena                                                  |          |
| 624    | Schwarzheide ↔ Ortrand                                                       | Ruhland – Arnsdorf – Kroppen                                                 |          |
| 625    | Lauchhammer ↔ Finsterwalde                                                   | Kleinleipisch – Grünewalde – Staupitz                                        |          |
| 626    | Lauchhammer ↔ Frauwalde                                                      | Tettau – Frauendorf – Ortrand                                                |          |
| 641 C1 | Senftenberg Busbahnhof – Krankenhaus – Universität – Schloßpark – Busbahnhof | Senftenberg Busbahnhof – Krankenhaus – Universität – Schloßpark – Busbahnhof | StadtBus |
| 642 C2 | Senftenberg Busbahnhof – Schloßpark – Erlebnisbad                            | Senftenberg Busbahnhof – Schloßpark – Erlebnisbad                            | StadtBus |
| 643 C3 | Senftenberg Erlebnisbad – Altstadt – Busbahnhof – Sedlitz – Busbahnhof       | Senftenberg Erlebnisbad – Altstadt – Busbahnhof – Sedlitz – Busbahnhof       | StadtBus |
| 661    | Lübbenau Busbahnhof – Bahnhof – Schloßbezirk – Zerkwitz – Busbahnhof         | Lübbenau Busbahnhof – Bahnhof – Schloßbezirk – Zerkwitz – Busbahnhof         | StadtBus |

## Weblink
- Website des Unternehmens